# Ilmari Kianto

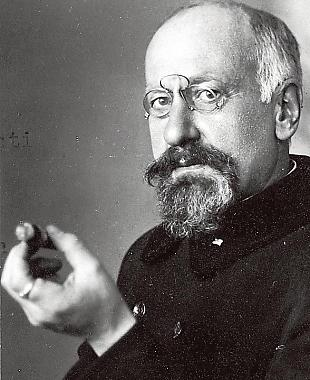
Ilmari Kianto, 1924.

Ilmari Kianto, född den 7 maj 1874 i Pulkkila, Norra Österbotten, död den 27 april 1970 i Helsingfors, även känd som Ilmari Calamnius (före 1906) och Ilmari Iki-Kianto, var en finländsk författare.

## Biografi
Kianto gick i skola i Uleåborg och tog studenten 1892, studerade ryska och finska vid universitetet i Helsingfors och avlade fil. mag-examen.
Kianto var en av de mest kända finländska författarna under 1900-talets första hälft. Hans författarskap varade i mer än 60 år, under vilken tid han skrev mer än sextio böcker.
Kianto är mest känd för sina böcker Punainen viiva (1909) och Ryysyrannan Jooseppi (1924). Dessa folklivsskildringar har översatts till svenska som Det röda strecket och Jooseppi från Ryysyranta. De har gjort honom känd för att porträttera proletariatet, vilket har gett honom smeknamnet ”vildmarksförfattaren”.
Jean Sibelius använde Kiantos dikt Lastu lainehilla (drivved) som text till den sista delen av sina Sju sånger, Op. 17 (1902).